# 김태흡
김태흡(金泰洽, 일본식 이름: 金山泰洽가네야마 다이스이, 1899년 4월 4일 ~ 1989년 4월 13일)은 일제강점기부터 활동한 한국의 불교 승려이고, 본명은 김용업(金龍業), 법명은 태흡(泰洽)이고 아호는 소하(素荷)이며 본적은 서울특별시 서대문구 영천동이다. 김대은(金大隱) 혹은 석대은(釋大隱), 김화산인(金華山人)으로도 불린다.

## 생애
김태흡은 1905년 심원사에서 출가했고, 1918년 법주사 대교과를 졸업했다. 같은 해 일본에 유학하여 인도철학과 종교학을 장기간 공부했으며, 1922년 일본에서 열린 조선 순회 불교강연회에 참석하기도 하였다. 1926년 니혼 대학 종교과를 졸업했고, 1928년 니혼 대학 고등사범부 국한과를 졸업했다. 조선으로 귀국한 뒤부터 조선불교중앙교무원에서 포교사로 일하였다.
불교계 인물로는 처음으로 경성방송국의 라디오 방송을 통해 일반인들에게 불교의 가르침을 전하였다. 1929년 1월과 10월에 각각 ‘소크라테스의 윤리철학과 불교의 실천도덕’과 ‘가정평화의 묘체’란 제목으로 방송을 한 것이다. 한편, 그는 설법과 강연 외에도, 포교 현대화의 일환으로 불교합창단과 극단을 조직하였으며, 1930년 이후 많은 찬불가와 희곡(1931년) 작품을 창작하고 직접 연극을 연출(1932년)하기도 하였다.
1935년 8월 5일부터 1944년 4월 15일까지 《불교시보》를 발행하는 동안 친일 활동에 적극 앞장섰다. 불교시보는 조선총독부의 황민화 정책의 일환인 심전개발 운동을 적극 홍보하고 보도하였으며, 김태흡은 심전개발과 관련된 강연 활동에도 참가하여 전국을 다니며 많은 강연을 하였다.
특히 중일 전쟁과 태평양 전쟁 기간에는 일본의 침략 전쟁을 옹호하는 기사와 사설을 불교시보에 다수 실었고, 시국 강연을 병행하며 전쟁 지원에 앞장섰다. 특히, 스스로 창씨개명을 한 뒤 창씨개명 홍보와 이를 뒷받침하는 논리 개발에 적극 나섰다. 이런 활동으로 인해 "조선 제일의 친일 포교사"였다는 평가도 있다. 광복 후에는 팔만대장경의 한글 번역에 종사하는 등 저술 활동을 했다.
2008년 민족문제연구소가 친일인명사전에 수록하기 위해 정리한 친일인명사전 수록예정자 명단의 불교 부문, 2009년 친일반민족행위진상규명위원회가 발표한 친일반민족행위 705인 명단에 포함되어 있다.

## 같이 보기
- 불교시보사

## 참고자료
- 반민족문제연구소 (1993년 4월 1일). 〈김태흡 : 조선 제일의 친일 포교사 (임혜봉)〉. 《친일파 99인 3》. 서울: 돌베개. ISBN 9788971990131.
- 임혜봉 (2005년 3월 1일). 〈김태흡 : 《불교시보》 발행인, 조선 최고의 친일 포교사〉. 《친일 승려 108인》. 서울: 청년사. 451~479쪽쪽. ISBN 9788972783848.